# カウント・ベイシー

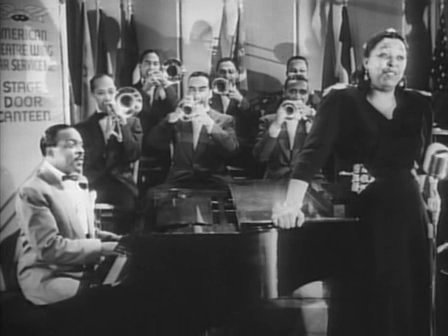
カウント・ベイシー（左端）とエセル・ウォーターズ（右端）映画『Stage Door Canteen』(1943年)より

カウント・ベイシー（Count Basie、1904年8月21日 - 1984年4月26日）は、アメリカのジャズピアノ奏者、バンドリーダー。グレン・ミラー、ベニー・グッドマン、デューク・エリントン等と共にスウィングジャズ、ビッグバンドの代表的バンドリーダーに挙げられている。

## 経歴
ニュージャージー州の小都市レッドバンクで生まれ、父親は白人判事のために働き、メロフォンをひき、母親はピアノをひくなど、両親ともに何らかの音楽的素養はあった。母親から教わったピアノの腕を生かし、1924年よりブルース歌手の伴奏とソロ演奏を主にプロ活動を開始する。その際、仕事で訪れたミズーリ州カンザスシティで多くのジャズ・ミュージシャンと出会う。ウォルター・ペイジ率いる「ブルー・デビルズ」に参加。その後、1929年に加わったベニー・モーテン楽団で、リーダーのベニー・モーテンが1935年に亡くなると、自らがバンドリーダーとなりジャズ・オーケストラを結成し、このころから「カウント・ベイシー」の愛称を用いるようになる。また同じ頃、ベニー・グッドマンとその友人でジャズ評論家のジョン・ハモンドに評価されたことで注目された。ベイシーはスウィングに大きな貢献をするようになり、1932年ごろには、フィラデルフィアのパール・シアターは、誰にでも門戸を開いていた。
1936年末にシカゴのクラブを経てニューヨークへ活動拠点を移し、自身のビッグバンド「カウント・ベイシー・オーケストラ」を結成。1937年にデッカ・レーベルから発売された『ワン・オクロック・ジャンプ』をはじめ、アルバムでそのシンプルかつ絶妙なサウンドが好評を博し、一躍国際的名声を得る。ポール・ホワイトマンに「オール・アメリカン・リズム・セクション」と絶賛された、強力なリズムセクションをバックに従え、「プレス」ことレスター・ヤング（テナーサックス。愛称の“プレス”はサックスの大統領という意味で、恋仲だったビリー・ホリデイが名付け親）、ハーシェル・エヴァンス（テナーサックス）、アール・ウォーレン（アルトサックス）、バック・クレイトン（トランペット）、ハリー・“スウィーツ”・エディソン（トランペット。スウィーツの名付け親は“プレス”ことレスター・ヤング）、ディッキー・ウェルズ（トロンボーン）らのソリスト陣がバトルを繰り広げ、「オールド・ベイシー」と呼ばれる初期の黄金時代を築いた。妻キャサリンと結婚したのもこの頃（1942年）である。また、この頃には専属シンガーとして「ミスターブルース」「シャウター」のあだ名を持つジミー・ラッシング、「レディ・デイ」の愛称を持つビリー・ホリデイ（レディ・デイの名付け親もレスター・ヤング）、ヘレン・ヒュームスがいた。この時代の曲はヘッドアレンジを生かし、ブルース・ナンバーなどが多かったが、とても「スウィング」していたといわれる。
1940年代後半から末にかけて、第二次世界大戦後の不況でバンドの興行的経営が成り立たなくなったことやビッグバンド・スタイルそのものの低迷も相まって、数々のビッグバンドが活動休止や解散に追い込まれる。カウント・ベイシー・オーケストラも例外ではなく、バンドは一時解散となり、ベイシーもジャズ・コンボでの活動を余儀なくされた。しかし、1951年にオールド・ベイシー時代の盟友フレディ・グリーン（ギター）と共にビッグバンドを再結成、新たにサド・ジョーンズ（トランペット）、フランク・フォスターらを迎えて活動を再開する。後にヴァーヴ・レコードと契約し、ニール・ヘフティやクインシー・ジョーンズら新進気鋭のアレンジャーを起用して数々の名盤を残す。初期の「オールド・ベイシー」に対して「ニュー・ベイシー」と呼ばれるのがこの時代である。
1968年には米国空軍バンドのアレンジャーであったサミー・ネスティコを迎え、カンザスシティ・ジャズの伝統をベースにしつつモダンなアレンジが再び高い評価を得る。このころジョー・ウィリアムズやエラ・フィッツジェラルド、フランク・シナトラらのボーカリストなどとの競演も果たす。
1984年4月26日の早朝、膵臓がんにより、フロリダ州のハリウッドの病院において79歳で死去した。
ベイシーのピアノスタイルは、ファッツ・ウォーラーに師事したこともあり、ストライドピアノ・スタイルであり、その腕はかなりの物だったと言われる。ビッグバンド演奏の中ではストライドピアノを封印し、「ワンノートスタイル」と呼ばれるシンプルな演奏方法で、音楽的に必要な場所だけピアノを「叩く」スタイルに変わっていった。
「カウント（Count）」は「伯爵」を意味する。メディアでは「カンザスシティのラジオ・アナウンサーがカウント・ベイシーと呼んだことに端を発している」と伝えられる（ベイシー自身が名付けたという説もある）。
当時は、「ファッツ（太った）・ウォーラー」、「デューク（公爵）・エリントン」、「ディジー（くらくらする、目まいがする）・ガレスピー」など、ニックネームを公式な名前として活動するジャズ・ミュージシャンも多かった。
カウント・ベイシー・オーケストラのリズム・セクションはフレディ・グリーン（ギター）、ジョー・ジョーンズ（ドラム）、ウォルター・ペイジ（ベース）、カウント・ベイシー（ピアノ）で構成され、「オール・アメリカン・リズム・セクション」と称される実力を誇った。
他のジャズやブルースの音楽家もそうだが、初期のメンバーは「楽譜が読めない者が多く」、耳に頼ってアンサンブルを構成するケースも多かった。そのため現在でも一部の楽譜には、はっきりと音階が記入されていないものもある。
2010年2月には、結成75周年を記念した来日ツアーを開催している。

## ディスコグラフィ

### アルバム
- April in Paris - ニュー・ベイシー時代の代表作の一つ。
- E=MC² - 単に「Basie」とも呼ばれる。通称"Atomic Basie"。ジャケットに原爆の爆発時の写真が用いられたことによる（E=mc²は原子爆弾のエネルギー源を説明する式）。
- Basie in London - "London"と名付けられているが、実際に収録されたのはスウェーデンでのライブである。
- Basie Straight Ahead - タイトル曲を始めとして収録されている曲のいずれもが、アマチュアビッグバンドのバイブルとなっている。
- Chairman of the Board - ジャケット写真の後ろに並んでいるメンバーは、左からフランク・ウェス、フランク・フォスター、サド・ジョーンズ、フレディ・グリーン、マーシャル・ロイヤル。正面はカウント・ベイシー。
- First Time! - デューク・エリントン楽団とのジョイント
- This Time by Basie - クインシー・ジョーンズが編曲を手がけた1960年代の作品。

### 楽曲
- ワン・オクロック・ジャンプ
- ジャンピン・アット・ザ・ウッドサイド
- リル・ダーリン
- アフター・サパー
- デュエット
- ファンテイル

## 関連人物
- ニール・ヘフティ
- クインシー・ジョーンズ
- サミー・ネスティコ
- トニー・サッグス